# تره‌کیه‌وو
تره‌کیه‌وو (انگلیسی: Terekeyevo) یک شهرک در شهرستان میشکینسکی استان باشقیرستان کشور روسیه است.